# Edwin Herbert Hall

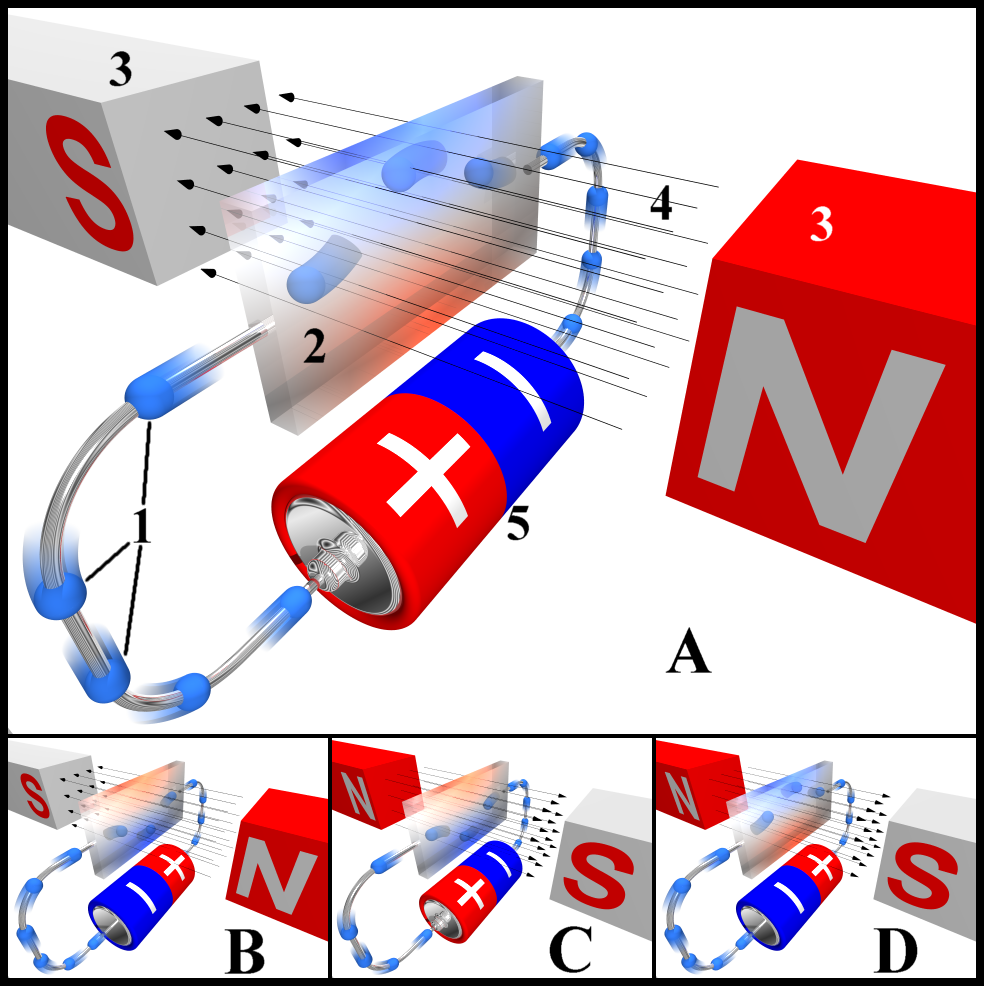
Diagrama do efeito Hall

Edwin Herbert Hall (Gorham, 7 de novembro de 1855 - Cambridge (Massachusetts), 20 de novembro de 1938) foi um  físico estadunidense que descobriu o efeito Hall. Hall trabalhava na Universidade de Harvard. Escreveu numerosos livros de texto sobre física e manuais de laboratório.
Hall nasceu em Great Falls, Maine, Estados Unidos estudando na  Universidade Johns Hopkins em Baltimore. Edwin Hall descobriu o efeito que leva seu nome em 1879 enquanto trabalhava na sua tese de doutorado em física, orientado por Henry Augustus Rowland. Este efeito consiste no aparecimento de um campo elétrico transversal num condutor sobre o qual circula uma corrente elétrica na presença de um campo magnético. Os experimento de Hall demonstravam que os portadores de cargas eram partículas carregadas negativamente. Este fato foi de grande relevância já que os elétrons só seriam descobertos dez anos mais tarde.
Em 1895, após ter passado um ano na Europa, foi nomeado professor em Harvard, onde permaneceu até 1921. Morreu em Cambridge, Massachusetts, em 1938. Mais de um século após o descobrimento do efeito Hall Klaus von Klitzing recebeu o Prêmio Nobel de Física pelo trabalho sobre o efeito Hall quântico.